# Skizzy Mars
Myles Mills (Harlem, 8 de junho de 1993), conhecido artisticamente como Skizzy Mars, é um rapper, compositor e produtor musical norte-americano.